# Håvard Nygaard
Håvard Nygaard, pseud. "rain" (ur. 27 sierpnia 1994) – norweski profesjonalny gracz Counter-Strike: Global Offensive, będący riflerem dla organizacji FaZe Clan. Były reprezentant takich formacji jak London Conspiracy, clutchIT, LGB eSports, Team Kinguin czy G2 Esports. Jest najdłużej utrzymującym się członkiem składu, który grał od czasu, gdy zespół powstał po raz pierwszy pod szyldem Team Kinguin. 4 najlepszy gracz CS:GO 2017 roku oraz najlepszy norweski e-sportowiec w historii gier serii Counter-Strike. W swojej dotychczasowej karierze zarobił ok. 711 tysięcy dolarów.

## Życiorys
Kariera Håvarda zaczęła się 5 lutego 2013 roku, kiedy dołączył do partyastronauts. Zajął w niej m.in. 3 miejsce na Assembly Winter 2013. 17 maja 2014 rain opuścił partyastronauts i dołączył do Team .no, który 4 czerwca tego samego roku został przejęty przez organizację London Conspiracy. 27 lipca 2014 rain ze składem London Conspiracy zakwalifikował się na turniej ESL One Cologne 2014, gdzie ostatecznie zajęli 13/16 miejsce. 27 grudnia 2014 roku London Conspiracy rozstało się z drużyną CS:GO, lecz już po 3 dniach skład dołączył do innej formacji, o nazwie LGB eSports, w której 15 lutego 2015 rain dostał się na ESL One Katowice, gdzie zajęli 9/12 miejsce. 5 maja 2015 Håvard opuścił LGB eSports i dołączył do europejskiego Team Kinguin. 20 dni później Team Kinguin zakwalifikowało się na ESL One Cologne, gdzie ostatecznie zajęli 5/8 miejsce. 11 września tego samego roku Team Kinguin zostało przejęte przez Gamers2, które później zmieniło nazwę na G2 Esports. 20 stycznia 2016 G2 Esports zostało przejęte przez formację FaZe Clan. To wydarzenie pozwoliło Håvardowi wzbić się na najwyższy poziom e-sportowy w CS:GO. W tej drużynie wygrał takie turnieje jak StarLadder i-League StarSeries Season 3, Esports Championship Series Season 3 Europe, ESL One: New York 2017, ELEAGUE CS:GO Premier 2017, Esports Championship Series Season 4 Finals, Intel Extreme Masters XIII Sydney, EPICENTER 2018, ESL One: Belo Horizonte 2018 czy ELEAGUE CS:GO Invitational 2019. Håvard reprezentuje FaZe Clan do dziś.

## Wyróżnienia indywidualne
- Został uznany najlepszym graczem turnieju ELEAGUE CS:GO Premier 2017[8].
- Został uznany najlepszym graczem turnieju Esports Championship Series Season 4 Finals[9].
- Został wybrany 8 najlepszym graczem CS:GO 2017 roku według Thorin's Top[10].
- Został wybrany 4 najlepszym graczem CS:GO 2017 roku według serwisu HLTV[11].
- Został wybrany 18 najlepszym graczem CS:GO 2018 roku według serwisu HLTV[12].

## Osiągnięcia[13][14]
- 3 miejsce - Assembly Winter 2013
- 3/4 miejsce - Hitbox Arena Championship 2
- 2 miejsce - Alienware Area 51 Cup #2
- 1 miejsce - QuickShot Arena #2
- 5/8 miejsce - ESL One Cologne 2015
- 1 miejsce - Gaming Paradise 2015
- 3/4 miejsce - DreamHack Open Cluj-Napoca 2015
- 3/4 miejsce - iBUYPOWER Masters 2016
- 3/4 miejsce - Intel Extreme Masters XI Oakland
- 3/4 miejsce - ELEAGUE Season 2
- 5/8 miejsce - ELEAGUE Major Atlanta 2017
- 2 miejsce - Intel Extreme Masters XI World Championship
- 1 miejsce - StarLadder i-League StarSeries Season 3
- 2 miejsce - Intel Extreme Masters XII Sydney
- 2 miejsce - Esports Championship Series Season 3 Finals
- 3/4 miejsce - ESL One Cologne 2017
- 1 miejsce - ESL One New York 2017
- 1 miejsce - ELEAGUE CS:GO Premier 2017
- 2 miejsce - Intel Extreme Masters XII Oakland
- 3 miejsce - BLAST Pro Series Copenhagen 2017
- 2 miejsce - ESL Pro League Season 6 Finals
- 1 miejsce - Esports Championship Series Season 4 Finals
- 2 miejsce - ELEAGUE Major Boston 2018
- 4 miejsce - StarLadder i-League StarSeries Season 4
- 2 miejsce - Intel Extreme Masters XII World Championship
- 3/4 miejsce - V4 Future Sports Festival Budapeszt 2018
- 1 miejsce - Intel Extreme Masters XIII Sydney
- 3/4 miejsce - ESL Pro Leagie Season 7 Finals
- 3/4 miejsce - Esports Championship Series Season 5 Finals
- 1 miejsce - ESL One Belo Horizonte 2018
- 3/4 miejsce - ESL One Cologne 2018
- 5/8 miejsce - FACEIT Major London 2018
- 1 miejsce - EPICENTER 2018
- 4 miejsce - BLAST Pro Series Copenhagen 2018
- 3/4 miejsce - Intel Extreme Masters XIII Chicago
- 2 miejsce - Intel Grand Slam Season 1
- 1 miejsce - ELEAGUE CS:GO Invitational 2019
- 1 miejsce - BLAST Pro Series Miami 2019
- 3/4 miejsce - DreamHack Masters Dallas 2019
- 2 miejsce - BLAST Pro Series Los Angeles 2019
- 3 miejsce - OMEN Challenge 2019
- 1 miejsce - BLAST Pro Series Copenhagen 2019
- 3/4 miejsce - Intel Extreme Masters XIV Beijing
- 4 miejsce - BLAST Pro Series Global Final 2019
- 1 miejsce - PGL Major Antwerp 2022